# Nuun Ujol Chaak
 (avril 2019).
Si vous disposez d'ouvrages ou d'articles de référence ou si vous connaissez des sites web de qualité traitant du thème abordé ici, merci de compléter l'article en donnant les références utiles à sa vérifiabilité et en les liant à la section « Notes et références ».
Nuun Ujol Chaak, également connu sous le nom de Shield Skull et de Nun Bak Chak, était un ajaw de la ville maya de Tikal, il régna d'avant 657 jusqu'en 679.
Il est chronologiquement le 25ème des 33 rois de Tikal qui ont pu être identifiés et datés entre 292 av J-C et 829 après J-C grâce à la découverte de leur glyphe personnel gravés sur des stèles.